# Crocidura aleksandrisi
Crocidura aleksandrisi is een zoogdier uit de familie van de spitsmuizen (Soricidae). De wetenschappelijke naam van de soort werd voor het eerst geldig gepubliceerd door Vesmanis in 1977.

## Voorkomen
De soort komt voor in Libië.